# Incasoctenus perplexus
Incasoctenus perplexus är en spindelart som beskrevs av Cândido Firmino de Mello-Leitão 1942. Incasoctenus perplexus ingår i släktet Incasoctenus och familjen Ctenidae.
Artens utbredningsområde är Peru. Inga underarter finns listade i Catalogue of Life.